# Hak (släkt)
Hak var en dansk uradlig adelsätt från Skåne som utslocknade 1539. 
Vapen
Blasonering: En fyrstyckad sköld, övre och nedre fält i svart, höger och vänster fält i silver.

## Historia
Truid I. Hak är genom sina barn den först kända medlemmen i ätten. Från den skånska linjen, kan nämnas marsken Niels Hak (”Nicolaus Hak quondam marschalcus”), nämnd 1254 och 1282, och Thorsten Hak nämnd 1241, som var far till ärkebiskopen Trugot Torstensen i Lund, till Niels Thorstensen (nämnd 1284(?) och 1302) som möjligen var far til prosten i Lund, magister Truid Nielsen, vilken 1289 förde Hak-vapnet, och till drotsen David Thorstensen Hak (död 1302).
Den sistnämnda var möjligen farfar til riddarna Niels Andersen (död före 1362) till Højby och David Andersen (nämnd 1351 och 1366), som hade sönerna Niels Hak (nämnd 1377 (och 1399?)) och Anders Davidsen (nämnd 1377 och 1380). Av dessa var den sistnämnde far til Niels Hak (nämnd 1397 och 1407) till Assendrup och till riddaren och riksrådet Anders Hak (nämnd 1421 och 60) till Mogenstrup. Hans söner var riddaren, och riksrådet David Hak (död tidigast 1486) till Mogenstrup — far till Niels Hak (död 1524) till Mogenstrup — och rikrådet Mogens Hak (död senast 1486) till Hikkebjerg. Denne var far till riksrådet Niels Hak (död 1508) till Hikkebjerg och till Eiler Hak (1467-1501) till Egholm, med vars son Christopher Hak (1488-1539) till Egholm släkten utslocknade.

### Själland
Från den skånska ätten utgrenades under 1300-talet en linje i Själland med riksrådet Anders Hak som stamfader. 

## Oklarheter
Det är oklart om ätten var ursprungligt dansk, eller om den härstammade från Sverige, där vapnet är känt från år 1315.